# ادر یونفیم
ادر یونفیم (به پرتغالی: Éder José de Oliveira Bonfim) مدافع اهل برزیل است که در شهر Mineiros و در تاریخ ۳ آوریل ۱۹۸۱ به دنیا آمده‌است.
ادر یونفیم در تیم‌های فوتبال Grêmio Inhumense سابقهٔ حضور دارد.